# Feh (Heraldik)

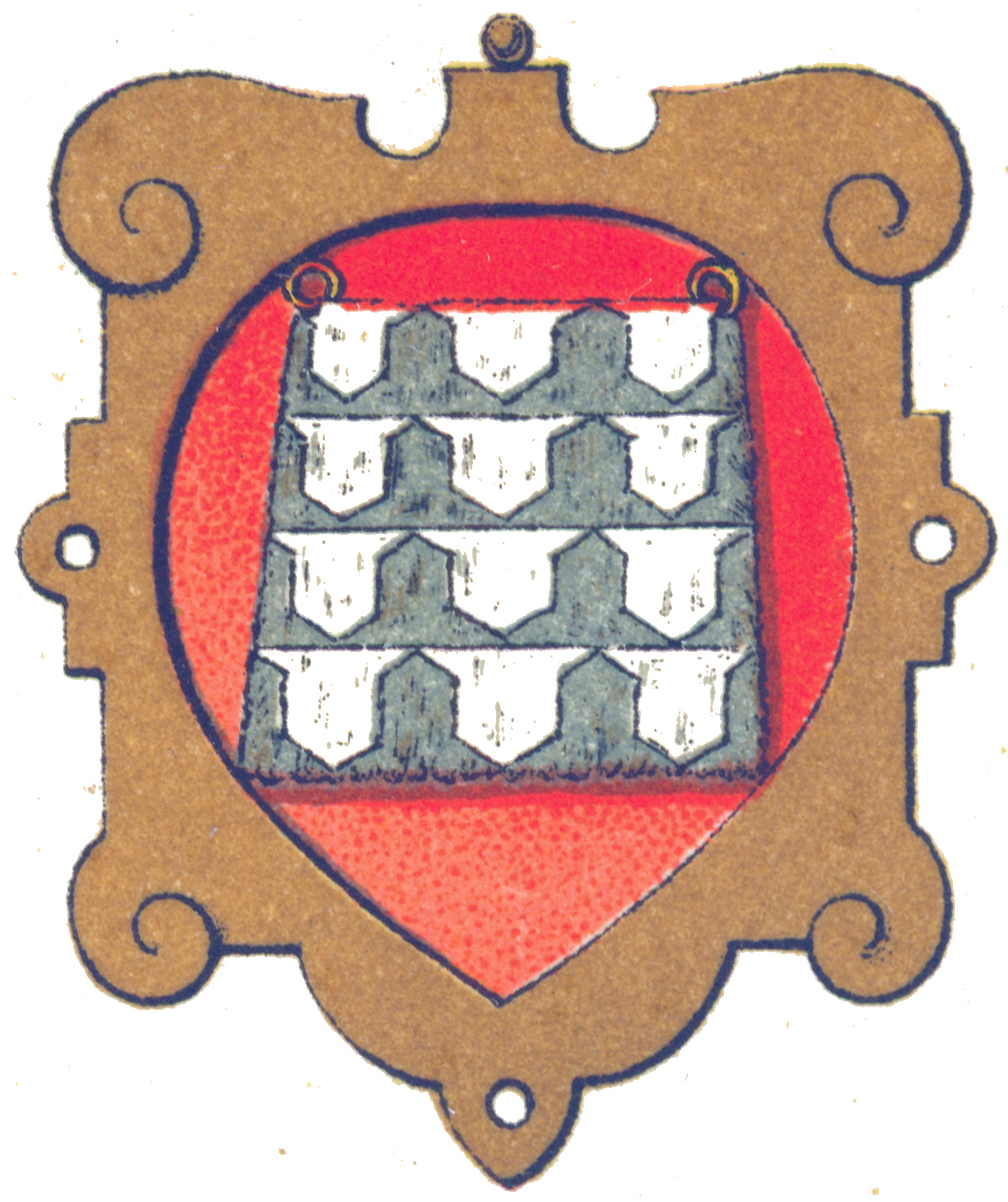
Zunftwappen der Kürschner (1895)

Feh ist die Bezeichnung für ein heraldisches Pelzwerk, das seinen Namen von Eichhörnchenfellen (Handelssprache: Feh) erhalten hat. Der Besatz wird gefeht blasoniert.

## Herkunft des heraldischen Zeichens
Feh ist in der Heraldik nicht deutlich zuzuordnen und kann ein Heroldsbild, eine gemeine Figur, auch eine Schildteilung oder eine Tingierung sein. Andere Bezeichnungen sind gemeine Feh, Hutfeh aber auch Fellwerk. In der deutschen, französischen und englischen Heraldik wird es zum Pelzwerk gerechnet und gehört zu den alten heraldischen Elementen. Wozu es gerechnet werden soll, ist schon von vielen Heraldikern ohne endgültiges Ergebnis diskutiert worden. In der Heraldik ist das Feh, vor Kürsch und Hermelin, die häufigste Variante der Kategorie Pelzwerk.
Feh stellte ursprünglich die flächendeckend zusammengenähten kleinen Pelze dar, nicht die des heimischen roten Europäischen Eichhörnchens (lateinisch Sciurus vulgaris), sondern das wertvolle Winterfell dessen östlicher (sibirischer) Unterart, mit blaugrauem Rücken und weißer Wamme (Bauch).
Das Fellstück selbst findet sich in abgerundeten, und kantigen Formen: Die erste Form heißt Wolkenfeh (französisch vair antique), das Zweitere speziell Eisenhutfeh (englisch und französisch vair), das Element heißt Eisenhütlein, namentlich der militärischen Kopfbedeckung Eisenhut nachempfunden. Daneben finden sich dann stilisiertere Formen.
Es finden sich aber verschieden andere Verwendungen der Fellstücke, sodass sich neben dem eigentlichen Pelzwerk auch andere Wappenzeichen ergeben haben. Die Darstellungen der Eichhörnchenfelle abstrahierten dann zunehmend und wurden schlecht in ihrer Herkunft lesbar. In der moderneren Heraldik ist Feh ein rein ornamentales Wappenelement.

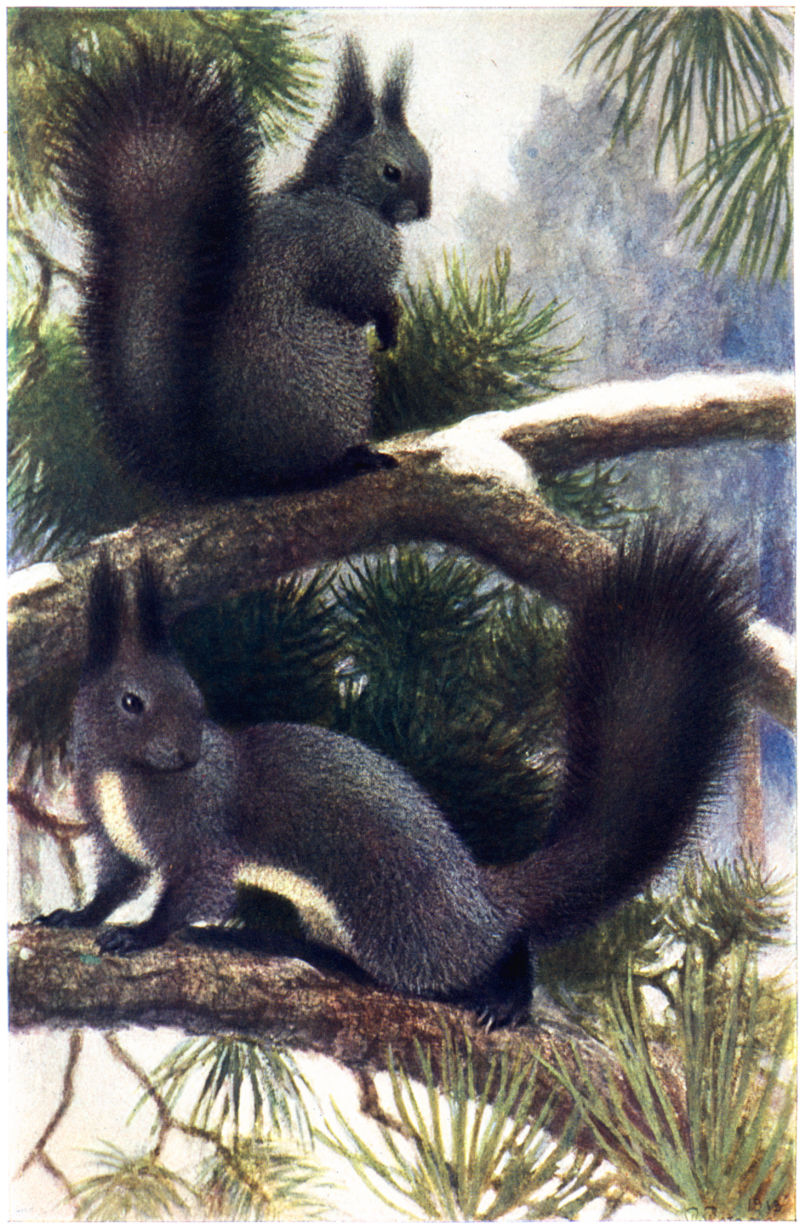
Sciurus vulgaris im Winterfell
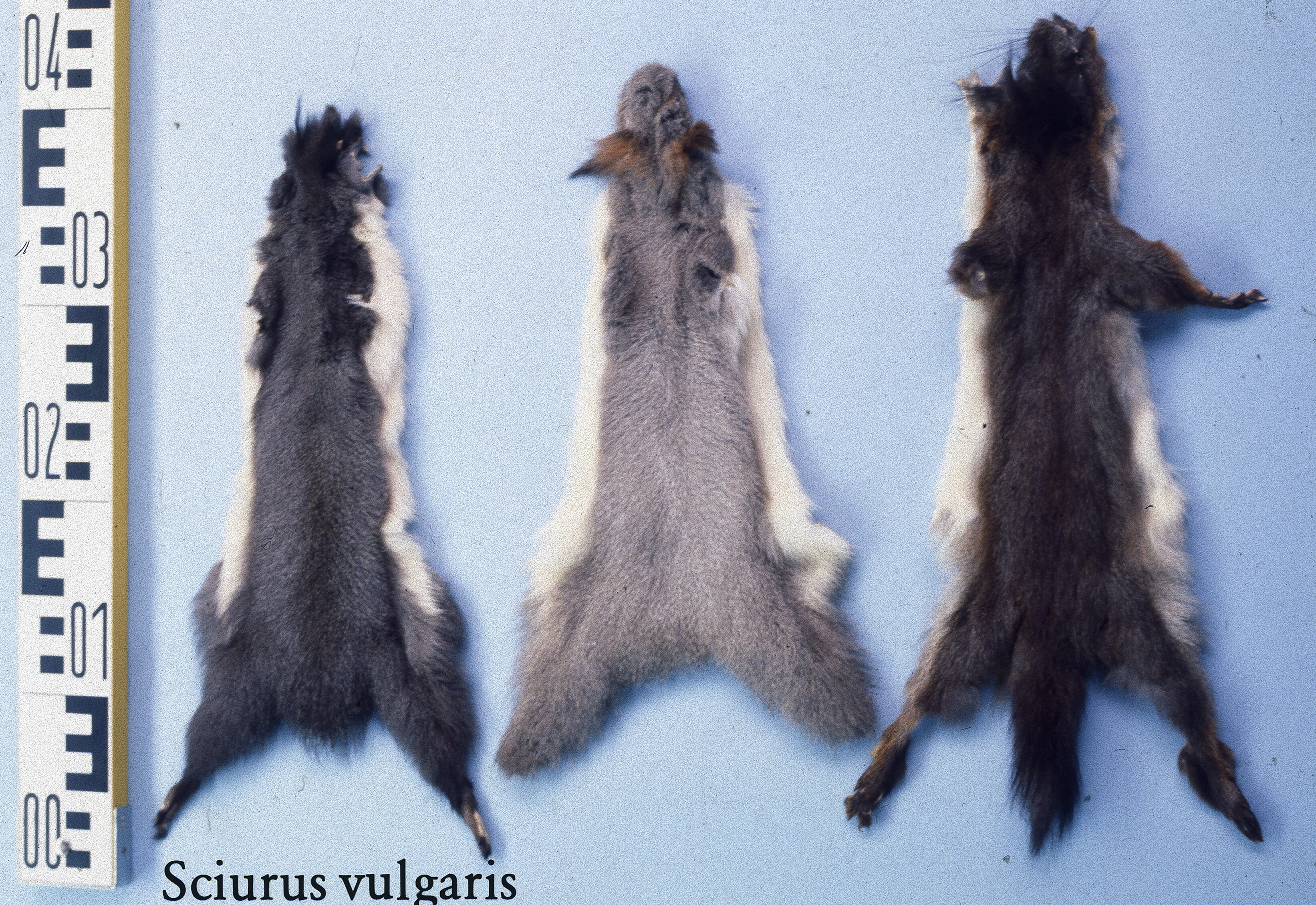
Fehfelle
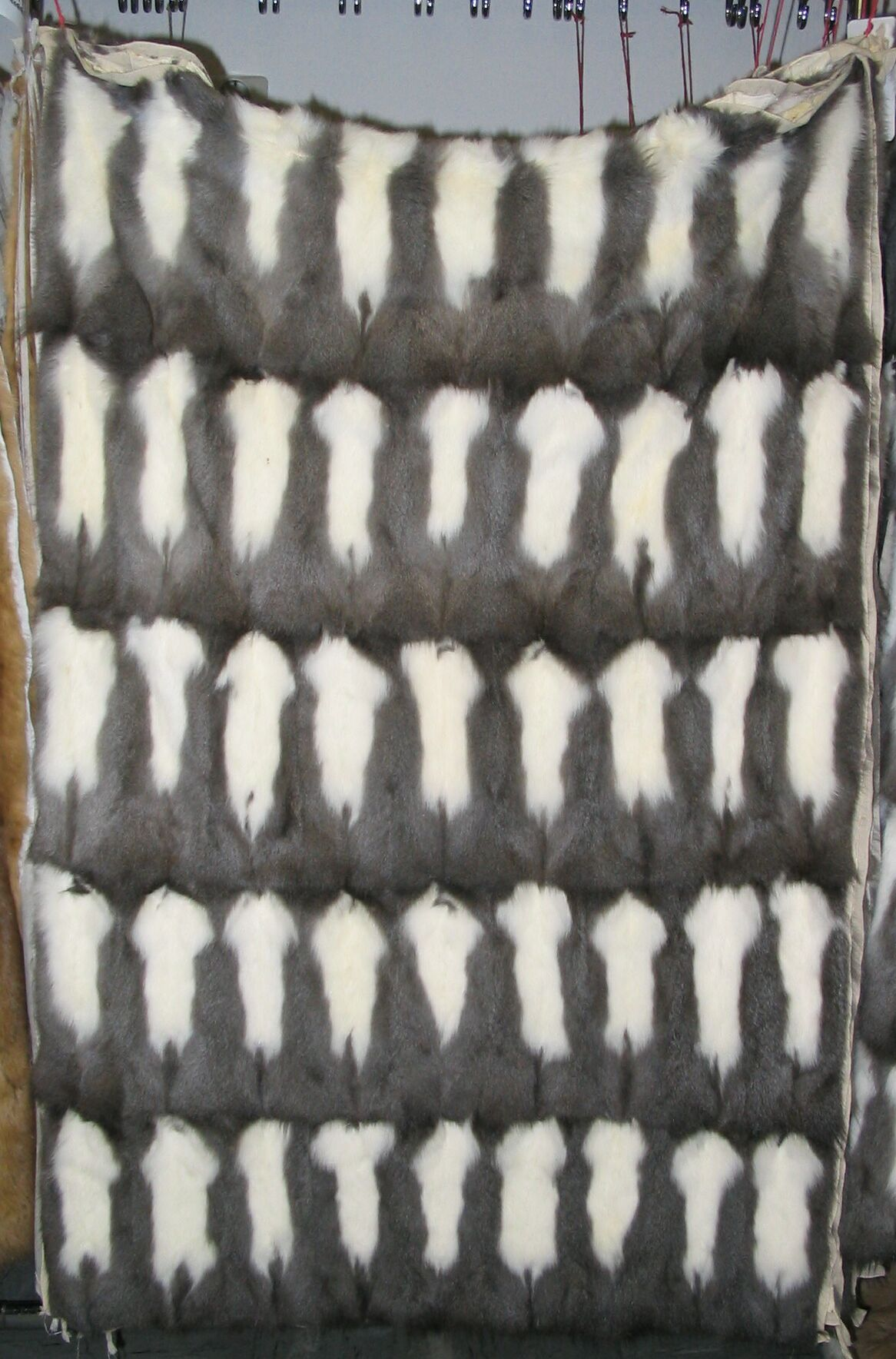
Buntwerk (Fehwamme)
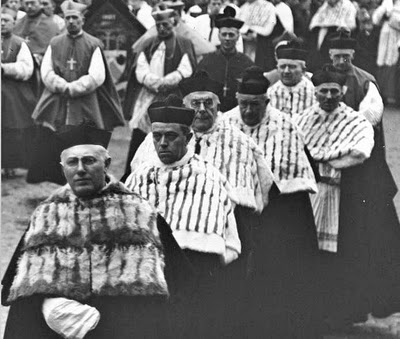
Fehwamme als klerikales Kleidungsstück (Wintermozetta)

Grafen von Oettingen: Auf rot-goldenem Eisenhutfeh ein blauer Herzschild; das Ganze bedeckt mit einem silbernen Schragen.
Die Darstellung der Zürcher Wappenrolle von ca. 1350 zeigt noch deutlich die technische Lösung des Problems, auf einem von Pelzwerk bespannten Schild einen Zierschild anzubringen, indem dieser mit zwei Spangen montiert ist. Dieselbe Methode am Hut als Helmzier.

## Varianten und Tingierung

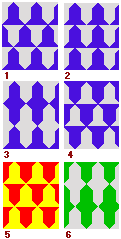
Feh (Eisenhutfeh) in verschiedenen Farben

In der Regel ist das Hütlein – entsprechend seiner Herkunft – in Silber in Blau dargestellt, das ist das eigentliche Feh (1). Im Wappenschild entsteht durch reihenweise Aufteilung der Eindruck einer aufrechten blauen Form, zwischen denen in Silber die gleiche Form kopfsteht. Stehen die silbernen Formen, spricht man von gestürzt (Sturzfeh) (4).
Regelhaft ist die versetzte Anordnung in den Reihen, stehen die Hütlein direkt übereinander, spricht man von Pfahlfeh (2). Ungestürzt und gestürzt je Reihe verwechselt ergibt Wechselfeh (ein Zick-Zack-Muster), im Pfahl Gegenfeh (3).
Falls andere Tinkturen angewendet werden, spricht man von gefeht, bei der Beschreibung wird dann die Farbe, die in der oberen linken Stelle des Schildes auftaucht, zuerst genannt. Buntfeh wird eine vielfarbige Ausführung genannt. In der englischen und französischen Heraldik spricht man von ‚buntem Feh‘, wenn die Tingierung vom Feh silber in Blau abweicht, das Buntfeh wird als spezifisch deutsche heraldische Erscheinung gesehen. Englisch stehen die Begriffe verrey und verry für eine besondere Eisenhütlein-Form, erstere Bezeichnung gilt für die normale silber-blaue Variante, und der zweite Begriff für die grün-gelbe oder gelb-grüne Tingierung, andere Farben werden vairy of “[colours]” tingiert (5,6).

## Liste der Feh-Arten
Die Ausführungen können neben den allgemein üblichen normalen Proportionen in Kleinfeh oder in Großfeh im Wappenschild oder im Feld sein.
- Eisenhutfeh, Glockenfeh, Buntfeh, Spaltfeh, Schmetterlingsfeh
- Krückenfeh, Krückenpfahlfeh, Sturzkrückenfeh, Wechselkrückenfeh, verschobene Krückenfeh
- Lappenfeh, Dornenfeh, Wogenfeh
- Schuppenfeh, verschobene Schuppenfeh, Spickelfeh, Spickelsturzfeh
- Sturzfeh, Sturzgegenfeh, Sturzpfahlfeh
- Wechselfeh, Wechselgegenfeh, Balkenfeh
- Wellensturzfeh
- Wolkenfeh, Wolkenpfahlfeh, Wolkengegenfeh, Doppelwolkenfeh
- Zinnenfeh, Schindelsturzfeh

Wird ein Kreuz auf seinen Armen mit Feh belegt, nennt es der Heraldiker Fehkreuz. Geeignet ist das gemeine Kreuz mit Eisenhütlein belegt.

Gegenfeh
Pfahlfeh
Sturzfeh
Wellensturzfeh
Wolkenfeh
Wechselfeh
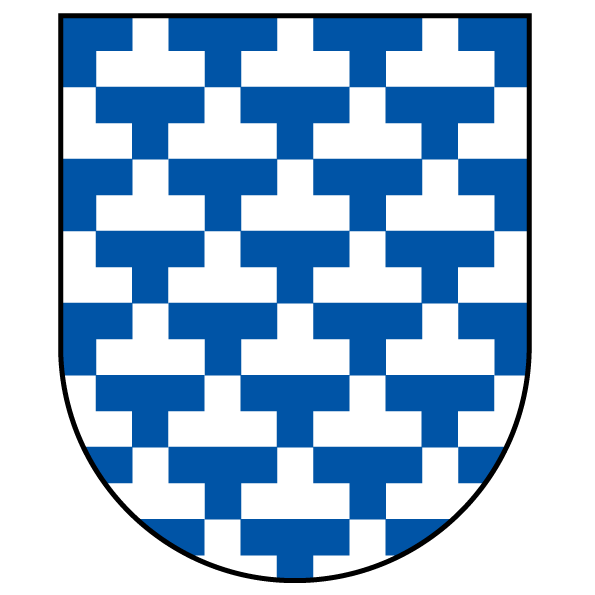
Krückenfeh
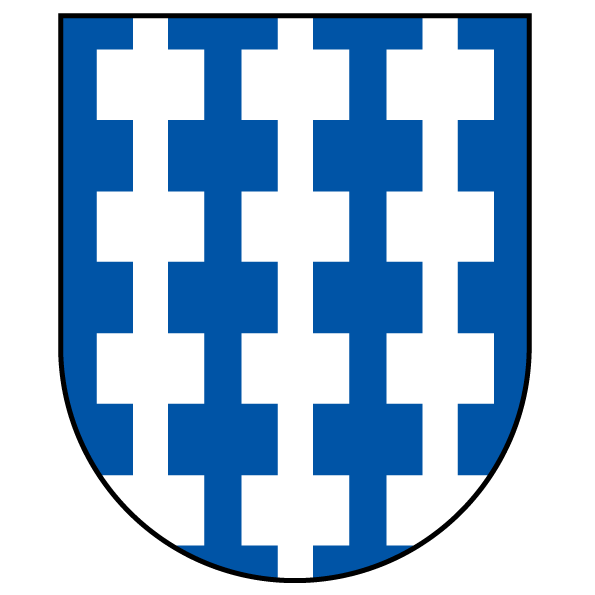
Krückenpfahlfeh
Altfeh – die ursprüngliche Form des Fehs

Wird ein Fehelement (Hut) gespalten und mit zwei Farben tingiert, spricht der Heraldiker von gespaltener Feh. Hat die Regelmäßigkeit der Hütleinanordnung einen Versatz, ist es eine verschobene Feh.
Altfeh ist eine Abart in wellenförmiger Anordnung der Feh. Von Großfeh spricht der Heraldiker, wenn weniger als drei Pelzstücke im Schild oder Feld nebeneinander sind.

## Beispiele
| Wappen von Allmannshofen         | Allmannshofen: Gespalten; vorne in Silber blaues Eisenhutfeh in drei Reihen; hinten im Eisenhutschnitt gespalten von Gold und Rot |
| Wappen von Bailleul (Nord)       | Bailleul (Nord): Fehkreuz, teilweise in verwechselten Farben |
| Wappen von Belfast               | Belfast: oben ein Halbkeil in sechs Reihen Eisenhutfeh in Blau und Silber |
| Wappen von Belleville-sur-Vie    | Belleville-sur-Vie: abwechselnd Feh und rot tingiert |
| Wappen von Bucquoy               | Bucquoy: abwechselnd Feh und Drache |
| Wappen von Dieffenbach-au-Val    | Dieffenbach-au-Val: Ein blauer Schild auf rot-goldenem Eisenhutfeh, das Ganze belegt mit einem silbernen Andreaskreuz |
| Wappen von Fléville-devant-Nancy | Fléville-devant-Nancy: Blauer Eisenhutfeh, schildfüllend |
| Wappen der Familie Forz          | Familie Forz: mit Eisenhutfeh belegtes gemeines Kreuz |
| Wappen von Haseldorf             | Haseldorf: Fünfmal sparrenförmig geteilt von Rot und Silber, auf den silbernen Sparren belegt mit elf 6 : 4 : 1 gestellten, mit der Spitze dem Sparrenscheitelpunkt zugewendeten blauen Eisenhütlein |
| Wappen von Hohenaltheim          | Hohenaltheim: Wappenlöwe hält Schild mit vier Eisenhüten |
| Wappen von Hunawihr              | Hunawihr: Drei schräggestellte Eisenhüte |
| Wappen von Igersheim             | Igersheim: Zwei blaue Eisenhütchen |
| Wappen von IJzendijke            | IJzendijke: Einziges Wappen in den Niederlanden, das vollständig aus Feh besteht |
| Wappen von Kollig                | Kollig: Rotes (Trierer) Kreuz von Schrägrechtsbalken mit blau-silbernem Feh überdeckt; oben links eine blaue Wasserkanne |
| Wappen von Kronberg im Taunus    | Kronberg im Taunus: zwei zu eins gestellte blaue Eisenhütchen |
| Wappen von Mertingen             | Mertingen: Hinten in drei Reihen Eisenhütchen von Blau und Silber |
| Wappen von Möttingen             | Möttingen: Oben in zwei Reihen Eisenhutfeh in Rot und Gold |
| Wappen von Montaigu              | Montaigu: Belegt mit Greif |
| Wappen von Montendre             | Montendre: Kombination mit Wappenelementen von Harpedane und des benachbarten La Rochefoucauld |
| Wappen von Neresheim             | Neresheim: Schild von Gold und Rot geteilt, belegt mit blauem Herzschild, der oben auf eine Reihe roter, unten auf eine Reihe gestürzter goldener Eisenhütchen stößt. An den Herzschild stößt beiderseits je ein die Teilung überdeckendes, mit der Spitze nach außen weisendes Eisenhütchen in verwechselten Farben. Vgl. Grafschaft Oettingen |
| Wappen von Padberg               | Padberg: Silber und Blau als einreihige Wolkenfeh |
| Wappen von Petersaurach          | Petersaurach: Gold und Rot mit zwei Eisenhüten in verwechselten Farben |
| Wappen von Schanitsee            | Schnaitsee: Fünfmal geteilt von Rot und silbernem Wolkenfeh in Blau |
| Wappen von Wadern                | Wadern: Die Reichsherrschaft Dagstuhl ist durch zwölf goldene Eisenhüte in Fehform in drei Streifen (5:4:3) vertreten |
| Wappen von Waldenburg BL         | Waldenburg: Adler mit blau-weiss gemusterten Federn, rotem Schnabel, roter Zunge und roten Krallen auf goldenem Schild |
| Wappen von Weiler im Allgäu      | Weiler im Allgäu: Schräggestellter Wolkenfeh |